# Armed Forces of Malta
Die maltesischen Streitkräfte (maltesisch Forzi Armati ta' Malta) sind das Militär der Republik Malta.

## Geschichte
Während der französischen Besetzung der Insel unterstützten maltesische Freiwilligenverbände die britischen Truppen im Kampf gegen die französischen Besatzer. Nach dem Frieden von Amiens (1802) wurde die Insel beim Königreich Sardinien belassen, blieb jedoch weiter britisch besetzt. Gemäß den Bestimmungen des Friedensvertrages wurden militärische Verbände aufgestellt, die sich zu einem großen Teil aus maltesischstämmigen Mannschaften und Offizieren rekrutierten. Auch nach der endgültigen Übernahme der Inseln stellt die britische Regierung für längere Zeiträume maltesische Truppen auf, deren Aufgabe der Schutz der Insel war. In anderen Teilen des britischen Weltreiches wurden sie nur selten eingesetzt. Wegen befürchteter und tatsächlicher innenpolitischer Probleme und Auseinandersetzungen, die sich aus dem unterschiedlichen rechtlichen Status britischer und maltesischer Verbände ergab, wurden diese jedoch genauso regelmäßig wieder aufgelöst.
Einer dieser seit 1974 bestehenden Verbände, das 1st Regiment Royal Malta Artillery, wurde mit Erlangung der vollständigen Unabhängigkeit der Insel 1974 zum 1st Regiment, AFM umbenannt und bildete den Grundstock der maltesischen Streitkräfte. Es behielt dabei seine Rolle als Artillerieverband bei. Das 2. Regiment wurde als Pionier-Unterstützungsverband umstrukturiert.
In der Royal Navy und der Royal Air Force waren maltesische Soldaten nur in geringer Anzahl vertreten, auch existierten keine eigenständigen maltesischen Einheiten. Diese Verbände mussten daher neu aufgebaut werden, aufgrund der Größe der Insel und ihrer Wirtschaftskraft blieben sie jedoch vorerst überschaubar.
Ein weiterer maltesischer Verband war das King’s Own Malta Regiment, das mit Unterbrechungen seit 1801 existierte und mit zwei Battle Honours (1880, stellvertretend für die Maltese Chasseurs, und weiterhin für die Rolle im Zweiten Weltkrieg 1940–1942) ausgezeichnet wurde. Kurz nach der Gewährung der Selbstverwaltung wurde es 1951 der Malta Territorial Force unterstellt und kam 1970 zur Malta Land Force. Mit Inkrafttreten des
Truppenstationierungsvertrages vom 26. März 1972 wurde das Regiment aufgelöst. Die britischen Truppen durften bis 1979 auf der Insel verbleiben, dafür sicherte Malta zu, keinem Mitgliedsstaat des Warschauer Pakts militärische Anlagen zur Verfügung zu stellen.

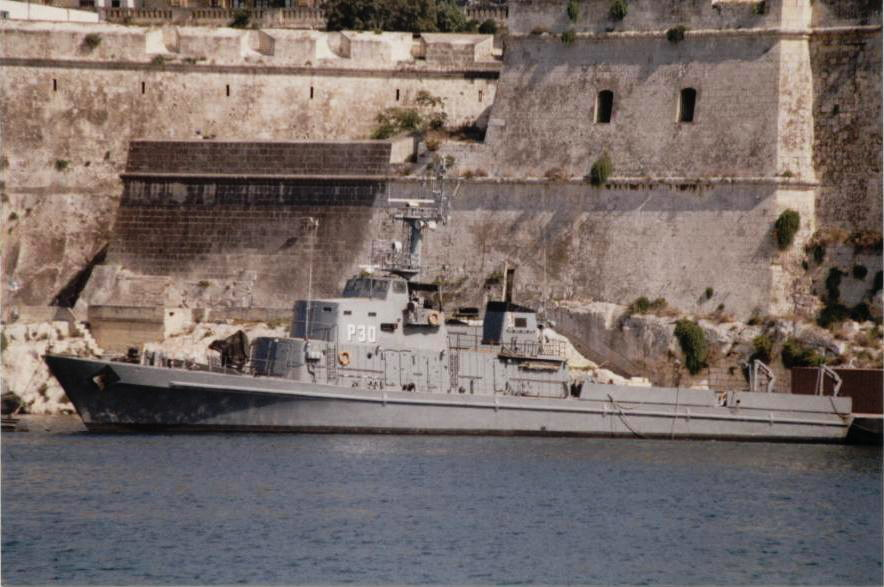
Boot P30. Das ehemalige Minensuch- und Räumschiff der Kondor-Klasse wurde von den AFM von 1992 bis 2006 genutzt

Wie vereinbart zogen die letzten britischen Militäreinheiten am 31. März 1979 aus Malta ab. In der Folgezeit lehnte sich die Außen- und Sicherheitspolitik Maltas eng an die Sowjetunion, aber auch an China und Libyen an. Am 18. März 1980 wurde mit Libyen ein Verteidigungsabkommen unterzeichnet. Die Zusammenarbeit endete jedoch schon am 27. August desselben Jahres, als es zwischen Malta und Libyen zum Konflikt um die Rechte für die Ölexploration im angrenzenden Seegebiet kam. Im gleichen Jahr wurde das 1. Regiment umgegliedert und bestand aus infanteristischen Elementen sowie der maritimen und fliegenden Komponente der AFM. 1992 folgte eine weitere Umgliederung, die im Wesentlichen zur heutigen Struktur führte. Nach dem Zusammenbruch der DDR erwarb Malta von der Bundesrepublik Deutschland aus den Beständen der Volksmarine drei Minensuch- und Räumschiffe der Kondor-Klasse und ein Grenzschutzboot GB-23. Die drei größeren Schiffe wurden als Patrouillenboote genutzt, sind aber mittlerweile außer Dienst. In den 1990er Jahren wurden dem Inselstaat von der Bundesrepublik gebrauchte Hubschrauber überlassen. Ein Großteil der genutzten Kraftfahrzeuge wurde der AFM von den auf Malta stationierten Truppen überlassen, im Jahr 2009 betraf das Ausrüstung im Wert von 4 Millionen Euro.

## Sicherheitspolitik
Aufgrund der Größe des Inselstaates und der vergleichsweise geringen Wirtschaftskraft besitzen die Armed Forces of Malta nur eine geringe Größe. Der Verteidigungshaushalt lag 2022 bei ungefähr 87 Millionen US-Dollar, das sind 0,5 % des Bruttoinlandsproduktes. Traditionell versucht Malta seit Erlangung der Unabhängigkeit die staatliche Souveränität durch Einbindung in multinationale Sicherheitsstrukturen zu garantieren, ohne dabei jedoch einem militärischen Bündnis beizutreten. Seit dem 11. März 1983 besteht ein Vertrag mit Italien, in dem dieses den Schutz der maltesischen Neutralität garantiert. Auf Grundlage dieses Vertrages sind auf Malta ständig italienische Truppen stationiert, die von der Italian Military Mission geführt werden. Die Basis der italienischen Truppen befindet sich in den Silver City barracks in Pembroke. Ab Beginn der 1990er Jahre spielte aufgrund der Lage der Insel der Kampf gegen den internationalen Terrorismus und gegen den internationalen Menschenschmuggel im Mittelmeerraum eine immer größere Rolle für die AFM. Eine weitere, traditionell gewachsene Kernaufgabe ist die Durchführung von Such- und Rettungsaktionen über See. Die Republik Malta bringt sich im Rahmen ihrer Möglichkeiten in die Sicherheitspolitik der Europäischen Union ein. Die Europäische Union unterstützt die Bemühungen Maltas auch finanziell und stellt 110 Millionen Euro für militärische Zwecke bereit. Malta beschaffte davon u. a. vier neue Patrouillenboote. Maltesische Offiziere nehmen regelmäßig an Weiterbildungslehrgängen ausländischer Streitkräfte teil, so z. B. am UN Staff Officers Course an der Führungsakademie der Bundeswehr in Hamburg.
Oberbefehlshaber der Streitkräfte ist der Präsident der Republik, derzeit George Vella. Geführt werden die Streitkräfte militärisch vom Stabschef, derzeit Brigadier Jeffrey Curmi.
Eine Wehrpflicht besteht auf Malta nicht, die Streitkräfte bestehen aus freiwillig dienenden Zeit- und Berufssoldaten. Das Mindestalter für den Eintritt in die AFM beträgt 18 Jahre.
Die AFM führen ihre Tradition auf die Royal Malta Artillery zurück, einen Verband der British Army, der aus Maltesern bestand und auch hauptsächlich auf der Insel stationiert war. Zeichen der Traditionspflege ist das Mützenabzeichen, das von der Royal Malta Artillery übernommen wurde, jedoch ohne die Krone, die durch ein Malteserkreuz ersetzt wurde, und der Wahlspruch "Tutela Bellicæ Virtutis".

## Stärke und Struktur

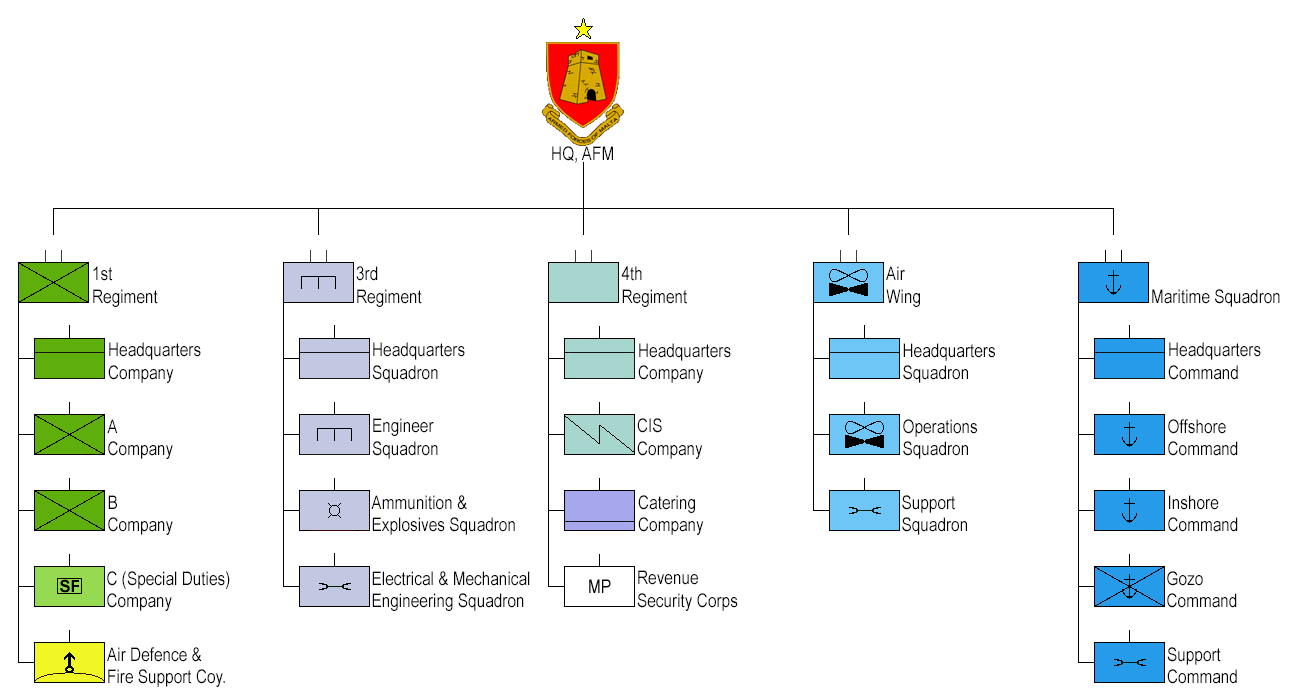
Gliederung der AFM

Die Streitkräfte der Republik Malta haben ungefähr die Größe einer Brigade und umfassen rund 1.700 Soldaten (2023).
Gegliedert sind sie in einen Führungsstab (HQ AFM), drei Bataillone, die jedoch nach britischer Tradition als Regimenter bezeichnet werden, ein Marinegeschwader (Maritime Squadron) und den Malta Air Wing.

### Headquarters, AFM
Das HQ AFM ist der Führungsstab der maltesischen Streitkräfte. Es ist in folgende Abteilungen untergliedert:
- Einsatz und Ausbildung (Operations & Training Branch)
- Verwaltung und Personal (Administration & Personnel Branch)
- Logistik (Logistics Branch)
- Europäische Sicherheitspolitik (European Union Security Defence Policy Branch)
- Öffentlichkeitsarbeit (Public Information Cell)
- Nachrichtengewinnung und Aufklärung (Intelligence Cell)
- Rechtsabteilung (Legal Office)
- Dienstaufsicht (Audit & Inspectorate Branch)

### 1st Regiment, AFM
Das 1. Regiment (1st Regiment) ist der infanteristische Verband der maltesischen Streitkräfte. Er ging direkt aus der Royal Malta Artillery hervor und umfasst gegenwärtig drei Einsatzkompanien, eine Unterstützungskompanie und eine Stabskompanie.
Die Stabskompanie (HQ Company) führt die Einsatz- und Unterstützungskompanien des Verbandes.
Die A-Kompanie (A Company) ist für die Sicherheit des Flughafens Malta zuständig und am Flughafen in Luqa stationiert.
Die B-Kompanie (B Company) wird für interne Sicherungsaufgaben eingesetzt und bewacht unter anderem Regierungsbehörden. Sie ist in Hal Far stationiert.
Die C-Kompanie (C (Special Duties) Company) stellt die Quick Reaction Force der AFM. Sie kommt unter nationaler Führung, aber auch im Rahmen von Einsätzen der Europäischen Union für Spezialaufgaben zum Einsatz. Gleichzeitig ist sie auch Ausbildungseinheit für die anderen Kompanien der AFM. Sie ist ebenfalls in Hal Far stationiert.
Die Luftabwehr- und Unterstützungskompanie (Air Defence & Support Company) stellt die Fähigkeit zur Luftverteidigung für die Insel bereit. Ausgerüstet
ist sie mit dem 40-mm-L70-Flakgeschütz von Bofors und dem Fla-MG ZPU-4 14,5 mm sowjetischer Bauart. Weiterhin stellt sie die artilleristische Komponente der Streitkräfte und ist dazu mit 81-mm-Mörsern, Panzerbüchsen RPG-7 und schweren .50-Maschinengewehren von Browning ausgestattet.
Das Regiment führt die Tradition der Royal Malta Artillery weiter und führt die dieser für den Feldzug in Ägypten 1882 verliehene Battle Honour.

### 3rd Regiment, AFM
Das 3. Regiment (3rd Regiment, AFM) ist der Unterstützungsverband der maltesischen Streitkräfte. Es besteht aus drei Einheiten.
Die Engineer Squadron ist für die pioniertechnische Unterstützung zuständig.
Die Ammunition and Explosives Company ist für alle Belange der Sicherstellung mit Munition verantwortlich. Zur Kompanie gehört auch eine Teileinheit zur Kampfmittelbeseitigung (Explosive Ordnance Disposal section).
Die Electrical and Mechanical Engineering Squadron ist für die Instandsetzung von Ausrüstung und Fahrzeugen zuständig.

### 4th Regiment, AFM
Das 4. Regiment (4th Regiment, AFM) fasst die sonstigen Bestandteile der AFM zusammen. Neben der Stabskompanie (HQ Company) gehören seit der Umgliederung vom 30. Oktober 2006 dazu
- das Musikkorps (AFM Band)
- das Revenue Security Corps
- eine Führungsunterstützungskompanie (C3I Company).

### Air Wing, AFM

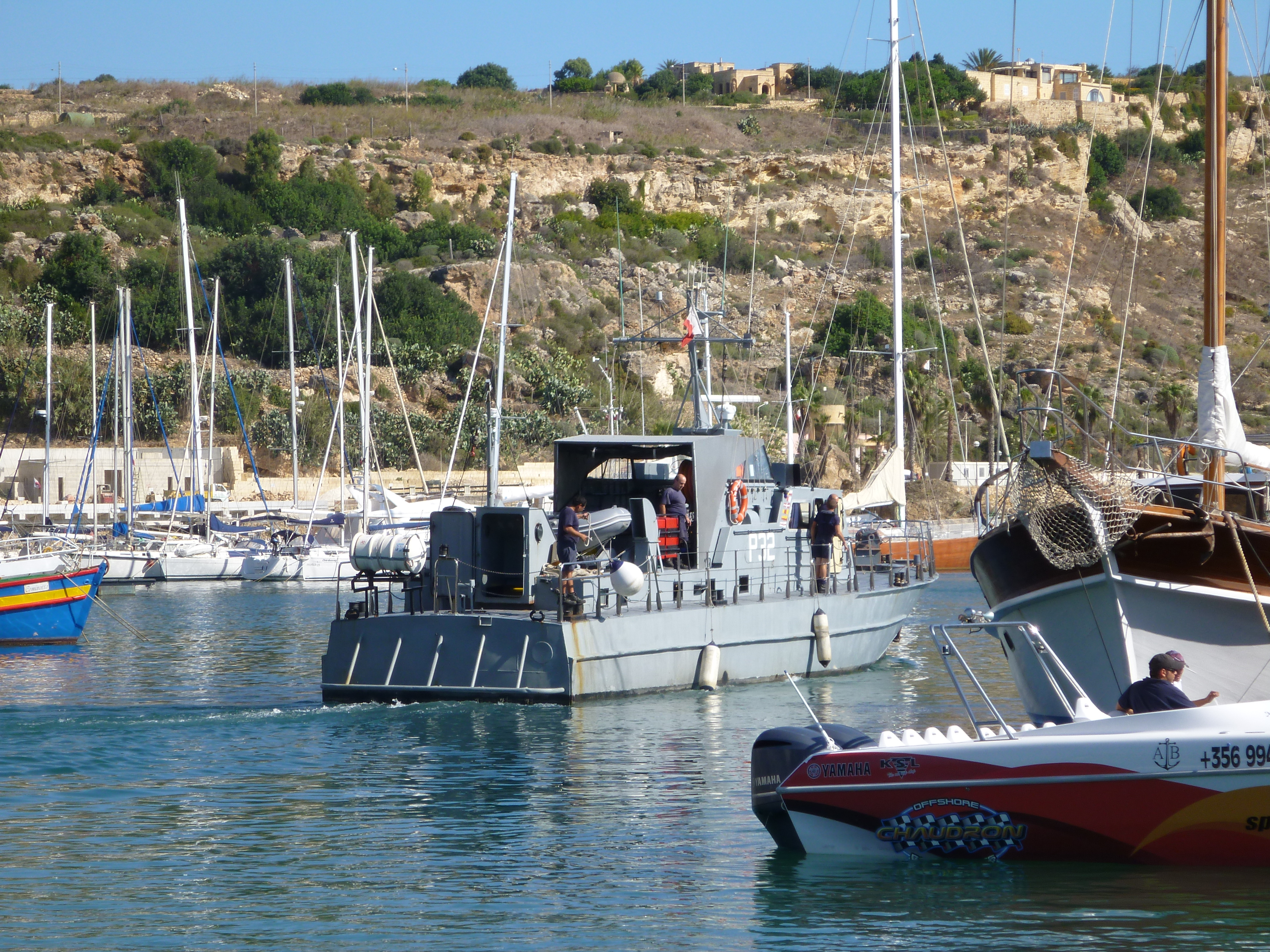
P32 im Hafen von Mġarr, Gozo. Das Boot wurde 1971 für die Volksmarine der DDR gebaut. Im Jahr 1992 ist es von Deutschland nach Malta gekommen.

Die Air Wing ist für die Sicherung des maltesischen Luftraumes zuständig. Daneben gehören Patrouillen über See, Search and Rescue (SAR) sowie Unterstützungsleistungen für die Regierung und andere Behörden zu ihren Aufgaben. Dazu verfügt sie über eine Mischung aus Hubschraubern und Flugzeugen. Die Air Wing hat drei King Air 200 Flugzeuge in ihrer Flotte, die von der deutschen Firma Aerodata umgerüstet wurden. Die Flugzeuge sind mit einer Wärmebildkamera und einem Radar RDR-1700B von Telephonics Corporation ausgestattet und werden zur Seeraumüberwachung eingesetzt.

### Maritime Squadron
Die Maritime Squadron nimmt Aufgaben der Küstenwache, des Zolls und des Fischereischutzes wahr. Daneben wird sie ebenfalls für Search- and Rescue-Aufgaben eingesetzt. Sie verfügt dazu über mehrere Boote. Das Search and Rescue Training Center befindet sich in Fort Pembroke.
Zur Maritime Squadron gehört auch das Rapid Deployment Team (R.D.T), das die maritime Eingreiftruppe der AFM darstellt und zur Abwehr terroristischer Aktionen auf See vorgesehen ist. Das in Floriana stationierte Team nutzt dabei ein militarisiertes Speedboat.

## Dienstgrade und Dienstgradabzeichen
Die Dienstgrade der AFM entsprechen grundsätzlich den in der British Army üblichen, aufgrund der geringen Größe sind in den einzelnen Dienstgradgruppen jedoch nicht alle Dienstgrade vorhanden. Der höchste Dienstgrad ist der des Brigadier.

### Offiziere
| Dienstgradgruppe        | Stabsoffiziere                    | Stabsoffiziere          | Stabsoffiziere                   | Stabsoffiziere          | Subalternoffiziere         | Subalternoffiziere                 | Subalternoffiziere         |
| Landstreitkräfte        | Landstreitkräfte                  | Landstreitkräfte        | Landstreitkräfte                 | Landstreitkräfte        | Landstreitkräfte           | Landstreitkräfte                   | Landstreitkräfte           |
| ----------------------- | --------------------------------- | ----------------------- | -------------------------------- | ----------------------- | -------------------------- | ---------------------------------- | -------------------------- |
| Schulterstücke          |                                   |                         |                                  |                         |                            |                                    |                            |
| Seestreitkräfte         |                                   |                         |                                  |                         |                            |                                    |                            |
| Schulterstücke          |                                   |                         |                                  |                         |                            |                                    |                            |
| Dienstgrad              | Brigadier                         | Colonel                 | Lieutenant Colonel               | Major                   | Captain                    | Lieutenant                         | Second Lieutenant          |
| Dienstgrad (Bundeswehr) | Brigadegeneral/ Flottillenadmiral | Oberst/ Kapitän zur See | Oberstleutnant/ Fregattenkapitän | Major/ Korvettenkapitän | Hauptmann/ Kapitänleutnant | Oberleutnant/ Oberleutnant zur See | Leutnant/ Leutnant zur See |
| NATO-Rangcode           | OF-6                              | OF-5                    | OF-4                             | OF-3                    | OF-2                       | OF-1                               | OF-1                       |

### Unteroffiziere und Mannschaften
| Dienstgradgruppe        | Unteroffiziere          | Unteroffiziere          | Unteroffiziere          | Unteroffiziere   | Unteroffiziere           | Mannschaften                       | Mannschaften                  | Mannschaften     |                  |
| Landstreitkräfte        | Landstreitkräfte        | Landstreitkräfte        | Landstreitkräfte        | Landstreitkräfte | Landstreitkräfte         | Landstreitkräfte                   | Landstreitkräfte              | Landstreitkräfte | Landstreitkräfte |
| ----------------------- | ----------------------- | ----------------------- | ----------------------- | ---------------- | ------------------------ | ---------------------------------- | ----------------------------- | ---------------- | ---------------- |
| Armabzeichen            |                         |                         |                         |                  |                          |                                    |                               | kein Abzeichen   |                  |
| Dienstgrad              | Senior Sergeant Major   | Warrant Officer Class 1 | Warrant Officer Class 2 | Staff Sergeant   | Sergeant                 | Bombardier                         | Lance Bombardier              | Gunner           |                  |
| Dienstgrad (Bundeswehr) | Oberstabsfeldwebel      | Oberstabsfeldwebel      | Stabsfeldwebel          | Hauptfeldwebel   | Feldwebel/ Oberfeldwebel | Stabsgefreiter/ Oberstabsgefreiter | Obergefreiter/ Hauptgefreiter | Gefreiter        |                  |
| Seestreitkräfte         |                         |                         |                         |                  |                          |                                    |                               |                  |                  |
| Armabzeichen            |                         |                         |                         |                  |                          |                                    |                               | kein Abzeichen   |                  |
| Dienstgrad              | Warrant Officer Class 1 | Warrant Officer Class 1 | Warrant Officer Class 2 | Staff Sergeant   | Sergeant                 | Bombardier                         | Lance Bombardier              | Gunner           |                  |
| Dienstgrad (Bundeswehr) | Oberstabsbootsmann      | Oberstabsbootsmann      | Stabsbootsmann          | Hauptbootsmann   | Bootsmann/ Oberbootsmann | Stabsgefreiter/ Oberstabsgefreiter | Obergefreiter/ Hauptgefreiter | Gefreiter        |                  |
| NATO-Rangcode           | OR-9                    | OR-9                    | OR-8                    | OR-7             | OR-6                     | OR-4                               | OR-3                          | OR-2             |                  |

## Ausrüstung
Die AFM nutzen Waffen, Ausrüstung, Fahrzeuge, Fluggerät und Boote aus verschiedenen Ländern. Während bei personengebundener Ausrüstung und Bewaffnung in den letzten Jahren moderne Typen beschafft werden konnten, sind die Streitkräfte bei der Beschaffung von Großgerät auf finanzielle Unterstützung oder den Kauf gebrauchten Geräts angewiesen. Ein Großteil der Ausrüstung und Bewaffnung von Einheiten, die nicht für die Kernaufgaben der maltesischen Streitkräfte eingesetzt sind, wurde jedoch bereits vor mehreren Jahrzehnten beschafft.
Als Kampfuniform werden verschiedene Tarnuniformen verwendet, die auch bei den britischen und US-Streitkräften im Einsatz sind. Als Gefechtshelm werden der französische SPECTRA-Helm und der italienische SEPT-2 PLUS benutzt, als Atemschutzmaske die britische S10 NBC. Die für repräsentative Aufgaben und den Tagesdienst verwendeten Uniformen entsprechen britischen Mustern und werden auch in Großbritannien beschafft.

### Infanteriewaffen
| Typ                      | Art                      | Hersteller                              | Anmerkung                        |
| ------------------------ | ------------------------ | --------------------------------------- | -------------------------------- |
| Beretta 92               | Pistole                  | Italien                                 | Beretta 92FS                     |
| Heckler & Koch MP5       | Maschinenpistole         | Deutschland                             | MP5 K, MP5 A4 und MP5 A5         |
| Awtomat Kalaschnikowa 47 | Sturmgewehr              | Russland/ Rumänien/ Volksrepublik China | verschiedene Varianten           |
| Accuracy International   | Scharfschützengewehr     | Vereinigtes Königreich                  | AWC PM (L96A1) und AWSM (L115A1) |
| Fabrique Nationale MAG   | Maschinengewehr          | Belgien                                 |                                  |
| Pulemjot Kalaschnikowa   | Maschinengewehr          | Russland                                |                                  |
| Browning .50 Cal         | Schweres Maschinengewehr | Vereinigte Staaten                      |                                  |

### Landfahrzeuge

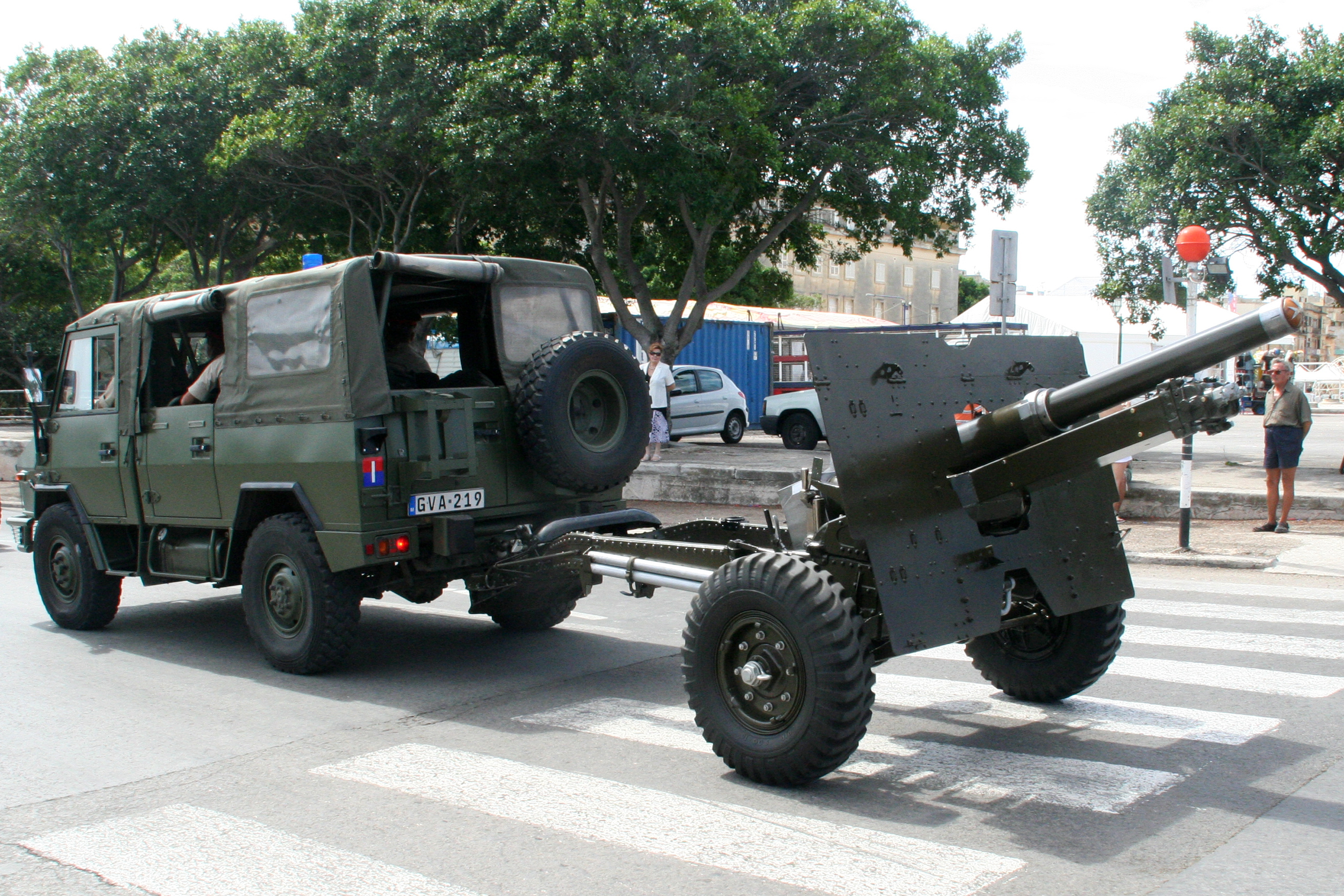
Ordnance QF 25 pounder. Diese Waffe wird von den AFM als Salutgeschütz eingesetzt.

| Typ                 | Art               | Hersteller             | Anmerkung |
| ------------------- | ----------------- | ---------------------- | --------- |
| Land Rover Defender | Geländewagen      | Vereinigtes Königreich |           |
| Iveco VM 90         | Mehrzweckfahrzeug | Italien                |           |
| Iveco ACM 90        | Lastkraftwagen    | Italien                |           |
| Fiat Ducato         | Krankenwagen      | Italien                |           |

### Luftfahrzeuge
Stand: Ende 2020
| Luftfahrzeuge                | Bild      | Herkunft               | Verwendung                           | Version       | Aktiv     | Bestellt  | Anmerkungen                                 |
| Flugzeuge                    | Flugzeuge | Flugzeuge              | Flugzeuge                            | Flugzeuge     | Flugzeuge | Flugzeuge | Flugzeuge                                   |
| ---------------------------- | --------- | ---------------------- | ------------------------------------ | ------------- | --------- | --------- | ------------------------------------------- |
| Britten-Norman BN-2 Islander |           | Vereinigtes Königreich | Transport/Seeaufklärer               | BN-2B-26      | 1         |           |                                             |
| Beechcraft King Air          |           | Vereinigte Staaten     | Transport/Seeaufklärer               | King Air B200 | 3         |           |                                             |
| Hubschrauber                 |           |                        |                                      |               |           |           |                                             |
| AgustaWestland AW139         |           | Italien                | Mehrzweckhubschrauber                |               | 3         |           |                                             |
| Aérospatiale Alouette III    |           | Frankreich             | Mehrzweck- und Schulungshubschrauber | SA.316B       | 3         |           | ehemalige Maschinen der libyschen Luftwaffe |

### Seefahrzeuge
| Schiffsklasse     | Bild | Herkunft           | Schiffe            | Anmerkungen                                                             |
| ----------------- | ---- | ------------------ | ------------------ | ----------------------------------------------------------------------- |
| OPV748            |      | Italien            | P71                | Hochsee-Patrouillenschiff (OPV)                                         |
| Diciotti          |      | Italien            | P61                | Hochsee-Patrouillenboot (OPV)                                           |
| Emer              |      | Irland             | P62                | Hochsee-Patrouillenboot (OPV), ex-irische LÉ Aoife (P22)                |
| Protector         |      | Vereinigte Staaten | P51 P52            | Hochsee-Patrouillenboot (OPV), basierend auf dem Damen Stan Patrol 2600 |
| P21               |      | Australien         | P21 P22 P23 P24    | Küsten-Patrouillenboot (IPV)                                            |
| Supervittoria 800 |      | Italien            | Melita I Melita II | Search and Rescue (SAR)                                                 |
| Boomeranger       |      | Finnland           | P02 P03 P04        | Hafenschutzboot                                                         |
| Defender          |      | Vereinigte Staaten | P05 P06            | Hafenschutzboot                                                         |